# اسومس سور مارن
اسومس سور مارن (به فرانسوی: Essômes-sur-Marne) یک کمون (فرانسه) در فرانسه است که در ان (ا-دو-فرانس) واقع شده‌است. اسومس سور مارن ۲۸٫۵۵ کیلومتر مربع مساحت دارد ۷۲ متر بالاتر از سطح دریا واقع شده‌است.